# No estás solo (película de 1978)
No estás solo (danés: Du er ikke alene), es una película danesa de 1978, con contenido LGBT, que muestra la historia de dos niños que inician su despertar sexual de una forma simple y normal. Escrita por el prestigioso Lasse Nielsen y Bent Petersen y dirigida por Nielsen y Ernst Johansen, siendo producida por Steen Herdel.

## Sinopsis
Situado en un internado de varones danés, uno de los chicos, Bo (Anders Agensø), desarrolla una relación especial con el hijo del director, Kim (Peter Bjerg). Al inicio de la película, el director trataba de conseguir financiamiento para un nuevo gimnasio en la escuela. El internado es probablemente cristiano, ya que los alumnos tienen oración en la escuela y los maestros hacen referencias constantes a la buena moral cristiana.
Por otra parte, un estudiante problemático es expulsado por exhibir carteles sexualmente explícitos. Algunos de los estudiantes deciden protestar por las nuevas reglas impuestas desde el incidente. Tras un acuerdo, el alumno puede regresar a la escuela para que se pueda graduar. En la ceremonia de graduación de fin de año, los niños presentan a toda la escuela y a sus familias un cortometraje que hicieron basado en el mandamiento "Ama a tu prójimo".

## Controversia
La película se mantiene controvertida, particularmente en los Estados Unidos, no solo por el hecho de mostrar un romance adolescente del mismo sexo, sino también por la escena que muestra a dos actores jóvenes, Agensø (15 años en ese tiempo) y Bjerg (12 años en ese tiempo), plenamente desnudos, tomando una ducha juntos.
En cuanto a la relación de Bo y Kim, cuando se le preguntó al director Lasse Nielsen si la película podría realizarse hoy en día, respondió: «No, no creo que la película pueda realizarse hoy. Tenemos una situación desafortunada de la autocensura en estos días».
También comentó su visión del mundo sobre la homosexualidad afirmando: «En muchos sentidos, hay más tolerancia. En YouTube, por ejemplo, puedes ver a muchos muchachos jóvenes que se declaran homosexuales. Y —al menos en Dinamarca— los padres cada vez tienen más aceptación. No estoy seguro que haya habido mucho progreso en Estados Unidos, sin embargo, sé que muchos jóvenes adolescentes gais son todavía conducidos al suicidio por acoso social, general y específico».

## Literatura
- Murray, Raymond: Imágenes en la Oscuridad: Una Enciclopedia de Gay y Vídeo y Película Lesbianas. N.Y., TLA Publicaciones, 1994.